# Tomas Pačėsas
Tomas Pačėsas (ur. 11 listopada 1971 w Kownie) – litewski koszykarz oraz trener. Jest reprezentantem Litwy, zdobył brązowy medal Igrzysk Olimpijskich w Atlancie w 1996 oraz złoty Igrzysk Dobrej Woli w 1998. Dziesięciokrotny mistrz Polski. Do połowy sezonu 2011/12 prowadził Asseco Prokom Gdynia, z którym rozwiązał umowę za porozumieniem stron. 
W chwili obecnej jest dyrektorem wykonawczym ligi VTB.
W sezonie 2003/2004, podczas wygranego 89-80 spotkania ze Idea Śląskiem Wrocław, ustanowił nadal aktualny rekord finałów PLK (odkąd wprowadzono oficjalne statystyki w sezonie 1998/99), notując 12 asyst.

## Osiągnięcia
Na podstawie, o ile nie zaznaczono inaczej.

### Zawodnicze
Klubowe
- Mistrz:
  - Rosji (2001)
  - Polski (2002, 2003, 2004, 2005, 2006, 2007)
  - Ligi Północno-Europejskiej (NEBL – North European Basketball League – 2001)
- 2-krotny wicemistrz Litwy (1996, 1998)
- Zdobywca Pucharu Polski (2006)
- Finalista Pucharu Polski (2007)
- Uczestnik rozgrywek:
  - Pucharu Koracia (1995, 1996, 1999, 2000)[7]
  - Euroligi (2002, 2005–2007)
  - Eurocupu (2004)

Indywidualne
- MVP PLK (2004)
- Najlepszy w obronie PLK (2003 według Gazety)[8]
- Zaliczony do I składu PLK (2004)
- Uczestnik meczu gwiazd ligi:
  - rosyjskiej (2000)
  - polskiej (2003, 2005)
- Lider:
  - sezonu zasadniczego PLK w asystach (2005)[9]
  - litewskiej ligi LKL w asystach (1997)

Reprezentacja
- Brązowy medalista olimpijski (1996)
- Mistrz Igrzysk Dobrej Woli (1998)
- Uczestnik mistrzostw:
  - świata (1998 – 7. miejsce)
  - Europy (1997, 1999)

### Trenerskie
- Mistrzostwo Polski (2008, 2009, 2010, 2011)
- Brąz ligi litewskiej (2016, 2017)
- Ćwierćfinał Euroligi (2010)
- Zdobywca:
  - pucharu:
    - Polski (2008)
    - Litwy (2016)

  - Superpucharu Polski (2011)
- Finalista:
  - Pucharu Polski (2009)
  - Superpucharu Polski (2008, 2012)
- Laureat Złotych Koszy w kategorii: Trener Roku (2010)[10]

## Statystyki podczas występów w PLK
| Sezon     | Drużyna            | M  | S5 | MPG  | FG% | 3P% | FT% | RPG | APG | SPG | BPG | PPG  |
| --------- | ------------------ | -- | -- | ---- | --- | --- | --- | --- | --- | --- | --- | ---- |
| 2001/2002 | Legia Warszawa     | 12 |    | 32,8 | 44% | 41% | 69% | 5,2 | 4,2 | 1,9 | 0,0 | 16,7 |
| 2001/2002 | Śląsk Wrocław      | 30 |    | 23,0 | 32% | 26% | 47% | 1,8 | 2,9 | 0,7 | 0,1 | 4,8  |
| 2002/2003 | Anwil Włocławek    | 42 |    | 27,9 | 41% | 37% | 70% | 2,6 | 5,2 | 1,7 | 0,1 | 9,7  |
| 2003/2004 | Prokom Trefl Sopot | 30 | 25 | 27,3 | 45% | 38% | 64% | 2,6 | 5,3 | 1,3 | 0,1 | 10,0 |
| 2004/2005 | Prokom Trefl Sopot | 33 | 31 | 28,1 | 36% | 28% | 57% | 3,0 | 5,6 | 1,2 | 0,1 | 6,3  |
| 2005/2006 | Prokom Trefl Sopot | 32 | 30 | 26,5 | 43% | 39% | 57% | 3,0 | 5,6 | 1,2 | 0,1 | 6,3  |
| 2006/2007 | Prokom Trefl Sopot | 23 | 0  | 19,2 | 37% | 36% | 47% | 1,5 | 2,1 | 0,7 | 0,0 | 3,4  |

## Rekordy wPLK
- Punkty: 29
- Zbiórki:  8
- Asysty:  14

## Odznaczenia
- Krzyż Oficerski Orderu Wielkiego Księcia Giedymina – 1996[11]